# Klippan (plaats)
Klippan is de belangrijkste plaats van de gelijknamige gemeente Klippan in het Zweedse landschap Skåne en de provincie Skåne län. Klippan heeft 7778 inwoners (2005) en een oppervlakte van 507 hectare. De plaats wordt omringd door zowel landbouwgrond als bos en langs de plaats stroomt de rivier de Bäljane å, ook loopt er een spoorweg door de plaats en is er een treinstation. In 1845 werd Klippan een köping, dit is een soort plaats die tussen een dorp en een stad in ligt.
Hoewel Klippan vooral bekend is als naamgever van een IKEA-meubel, kwam het in 1995 in het nieuws vanwege een racistische moord.

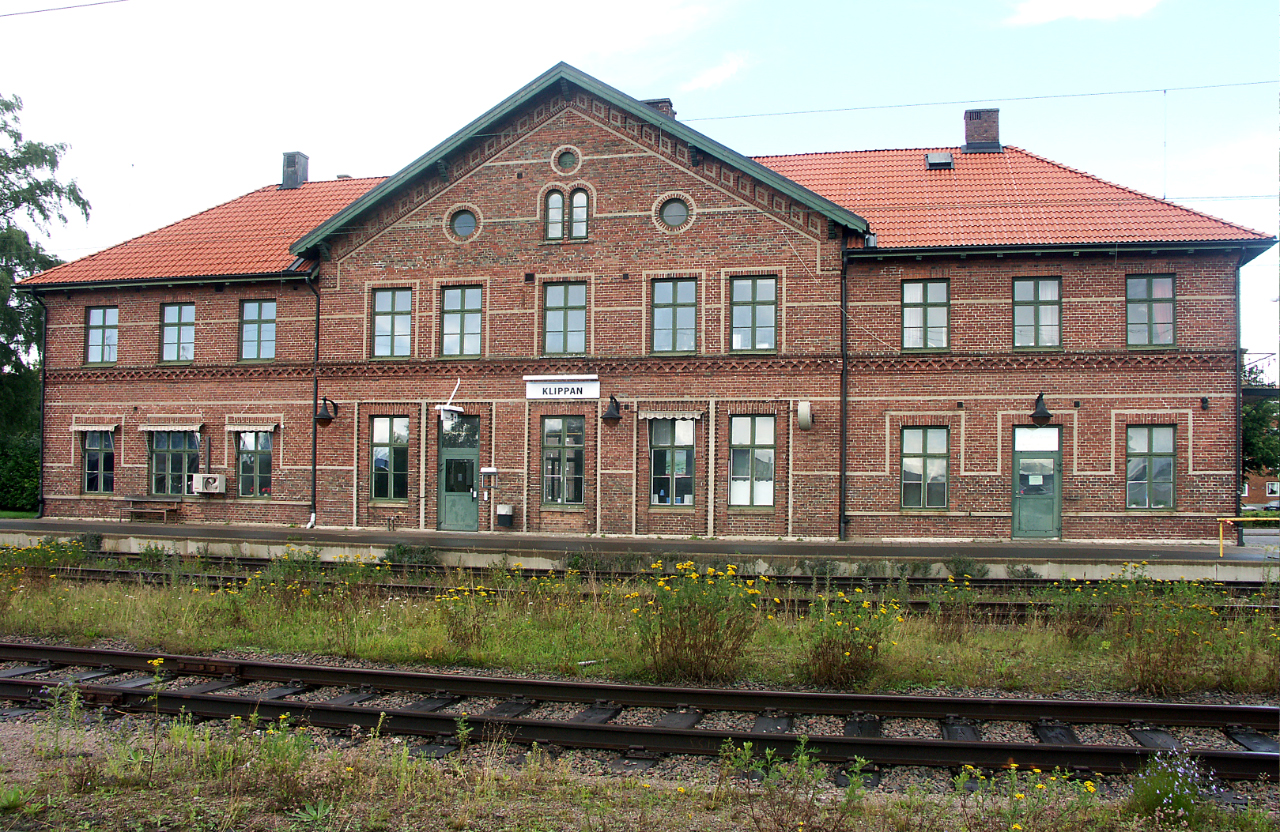
Het treinstation in Klippan

## Verkeer en vervoer
Langs de plaats lopen de Riksväg 13 en Riksväg 21.
De plaats heeft een station aan de spoorlijnen Kristianstad - Helsingborg en de Östra Skånes Järnvägar.

## Geboren
- Bertil Ohlin (1899-1979), econoom, politicus en Nobelprijswinnaar (1977)

Klippan · Ljungbyhed · Östra Ljungby · Stidsvig · Klippans bruk · Krika · Riseberga · Allarp · Skäralid · Källna · Tornsborg · Färingtofta · Bonnarp · Gråmanstorp · Forsby